# Sandbostel
Sandbostel település Németországban, azon belül Alsó-Szászország tartományban. Lakosainak száma 799 fő (2023. december 31.).

## Népesség
A település népességének változása:
| Lakosok száma | 808  | 771  | 764  | 786  | 796  | 799  |
|               | 2016 | 2017 | 2019 | 2021 | 2022 | 2023 |